# Artiom Gaiduchevici
Artiom Gaiduchevici (n. 22 aprilie 1987) este un fotbalist din Republica Moldova, care evoluează pe postul de portar la clubul FC Veris.

## Palmares
Dacia Chișinău
- Divizia Națională (1): 2010/2011

Vice-campion (2): 2012/2013, 2011/2012
- Supercupa Moldovei (1): 2011/2012